# Theócrito Calixto da Cunha
Theócrito Calixto da Cunha (Conceição do Coité, 24 de setembro de 1919 — Capim Grosso, 26 de maio de 2000) é um empresário e político brasileiro.

## Biografia
Cursou o primário e o secundário em Conceição do Coité. Empresário e exportador de sisal e pecuarista na região de Capim Grosso, na Bahia.
Eleito vereador do Conceição do Coité, de 1951 a 1955. Prefeito de Conceição do Coité, de 1955 a 1959. Eleito deputado estadual pelo Partido Social Democrático (PSD), de 1959 a 1963 e reeleito de 1963 a 1967.
Falecido aos 80 anos, quando passou mal em uma fazenda na cidade de Capim Grosso.